# Räbker Mühlengeschichte

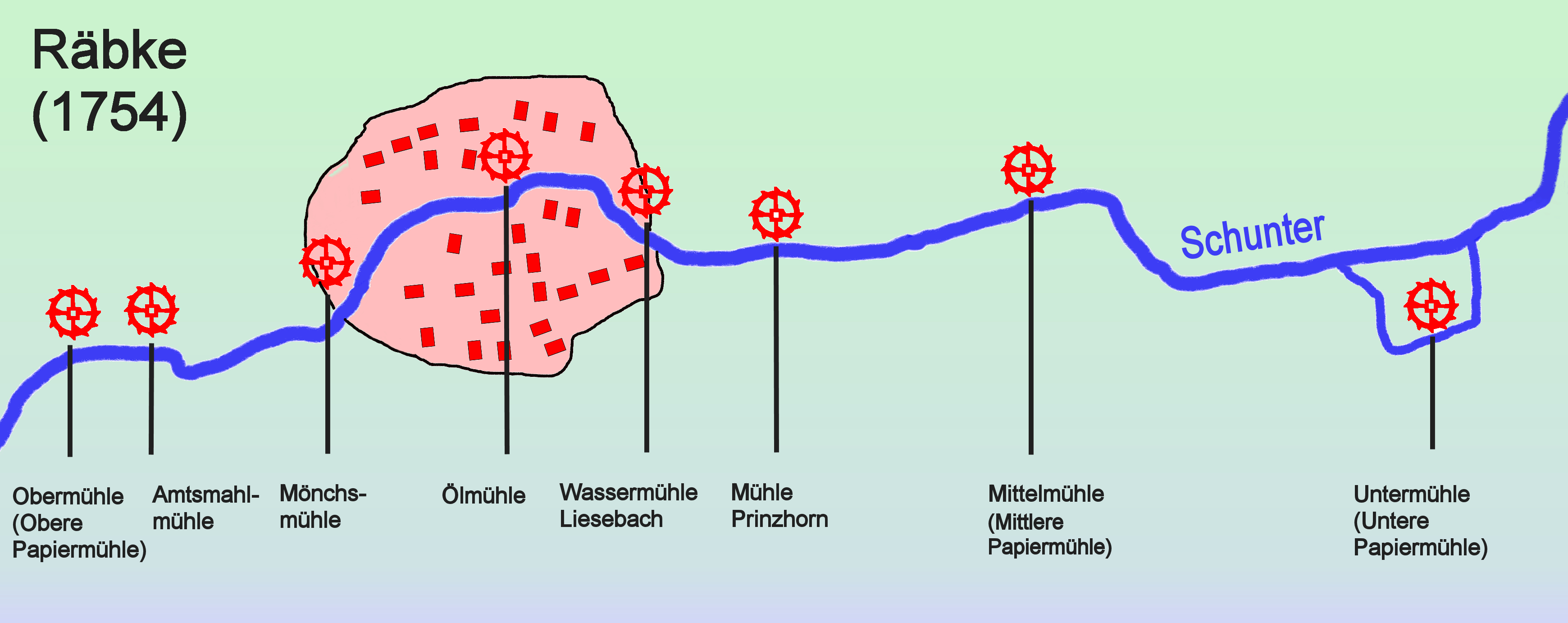
Lage der Mühlen an der Schunter und dem Mühlengraben in und um Räbke, 1754

Die Räbker Mühlengeschichte setzt bereits im Mittelalter ein, da der Ort Räbke wegen seiner Lage an der Schunter ein bevorzugter Standort für Wassermühlen war.

## Allgemeines

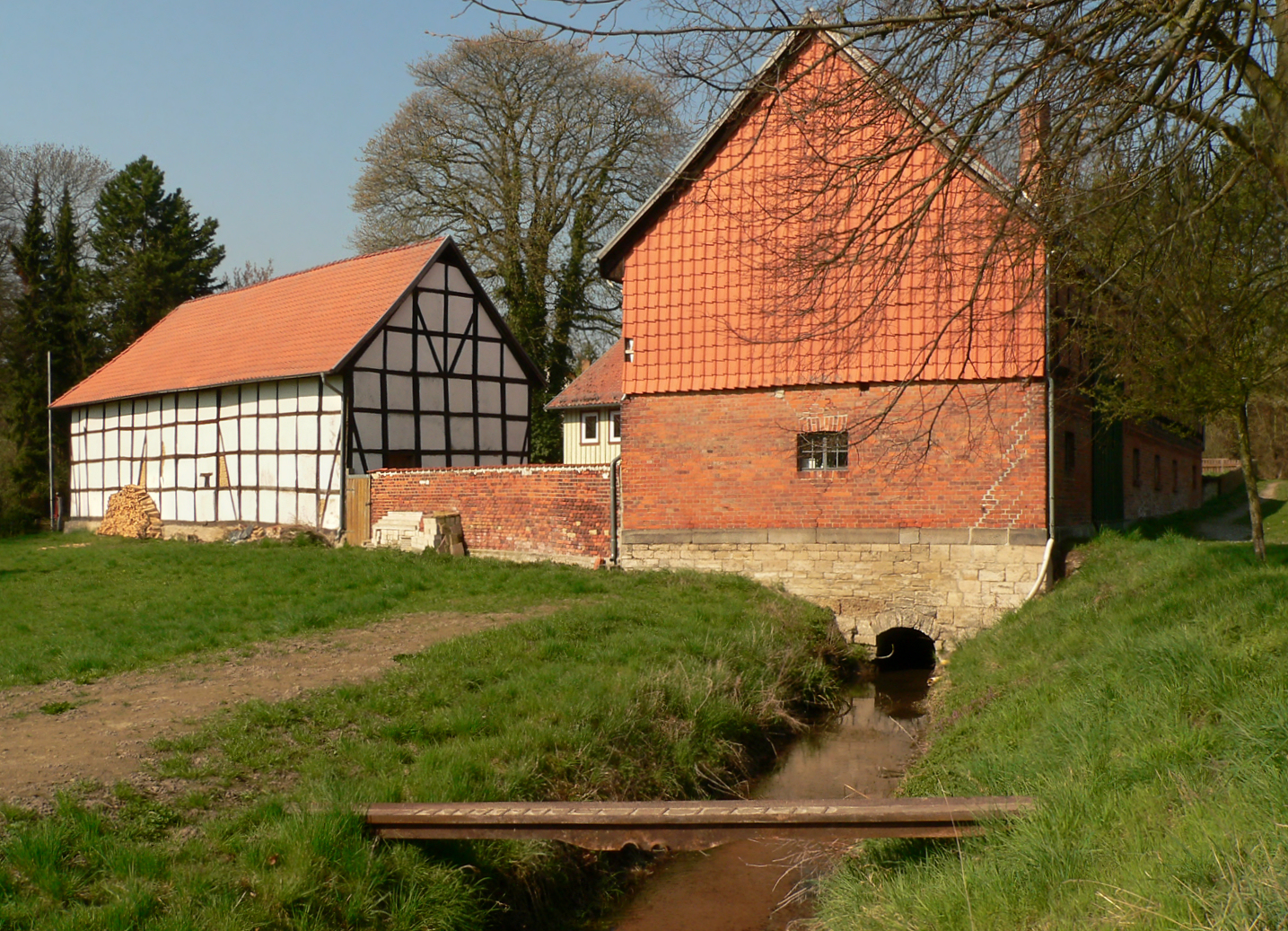
Wassermühle Liesebach mit dem Mühlengraben

In und um Räbke gab es seit dem Mittelalter mindestens acht Wassermühlen an der Schunter und dem Mühlengraben. Ihn hatten Mönche des Helmstedter Klosters St. Ludgeri Anfang des 13. Jahrhunderts von der Schunter abgezweigt und auf einer Höhenlinie durch das Dorf geleitet. Die einzige erhalten gebliebene und noch betriebsbereite Mühle die Wassermühle Liesebach. Weitere Wassermühlen waren die Obermühle, die Amtsmahlmühle, die Mönchsmühle, die Ölmühle, die Mühle Prinzhorn, die Mittelmühle und die Untermühle. Ihre Wasserräder arbeiteten oberschlächtig, da die Schunter innerhalb von Räbke ein großes Gefälle aufweist.
Die Mühlen sind auf einer im Rahmen der Braunschweigischen General-Landesvermessung von 1754 angefertigten Karte von Räbke und Umgebung eingezeichnet. Zu der Zeit lebten in den 84 Wohngebäuden des Dorfes fast 570 Menschen. 1802 wurden in der geographisch statistischen Beschreibung sieben Wassermühlen erwähnt.
Die erhalten gebliebene Wassermühle Liesebach wurde 1954 stillgelegt und ist zwischen 1998 und 2005 im Rahmen des Dorferneuerungsprogramms aufwendig restauriert. Seither ist sie wieder funktionsfähig und kann besichtigt werden. Sie stellt eine Station der Niedersächsischen Mühlenstraße dar.

## Papiermühlen

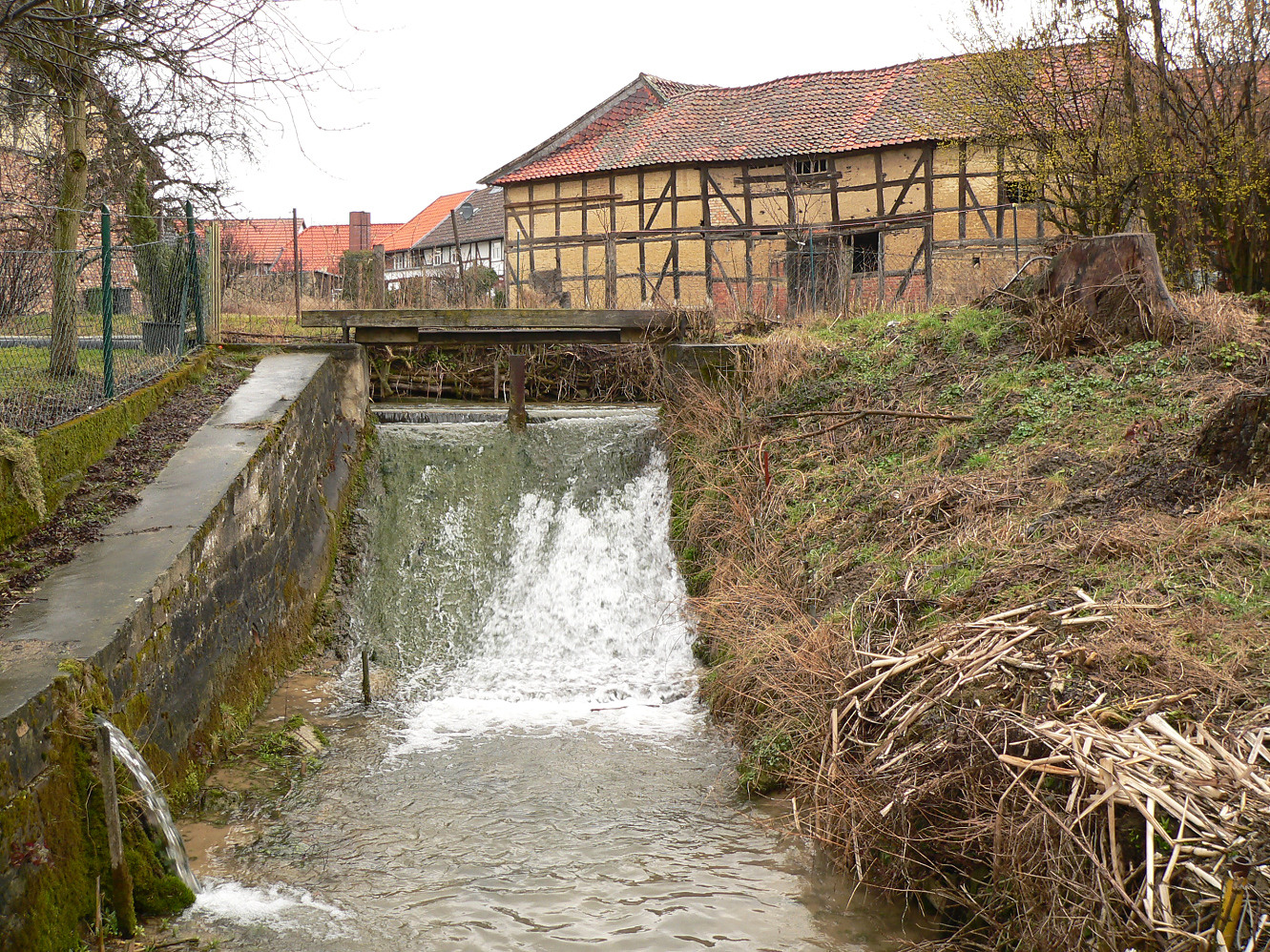
Abzweig des Mühlengrabens (im Vordergrund) von der Schunter in Räbke

Räbke war im 18. und 19. Jahrhundert mit dem Gewerbezweig von Papiermühlen an der Schunter ein bedeutender Ort in der überregionalen Produktion von Papier. Das war zunächst durch die Nähe zur Universität Helmstedt mit ihrem erheblichen Papierbedarf für Bücher begründet. Unter den acht Wassermühlen in und bei Räbke waren Anfang des 18. Jahrhunderts vier Papiermühlen, mehr als irgendwo sonst im Bereich des heutigen Niedersachsens auf so engem Raum.
Die Mühlengründungen gehen auf einen Papiermangel zurück, der an der 1576 gegründeten herzoglichen Welfenuniversität zu Helmstedt herrschte. Der Helmstedter Patrizier, Buchhändler und Mäzen der Universitätsdruckerei Hermann Brandes gründete darauf zur Verbesserung seiner Versorgungssicherheit mehrere Papiermühlen. Dies war 1594 zunächst die Mittelmühle (im mittleren Bereich zwischen den Orten Räbke und Frellstedt), die von „seiner Fürstl. Gnaden Julius Universität zur Ehren“ konzessioniert wurde. Diese und damit in Zusammenhang stehende Maßnahmen führten zu Auseinandersetzungen, die sich in einem regelrechten „Mühlenkrieg“ mit den Edelherren von Warberg auswuchsen und letztlich bis zur bitteren Neige bzw. bis zur „Einreißung der newen Gebew“ (… neuen Gebäude) geführt wurden.
Die Räbker Papierproduktionsstätte lieferte jahrelang in fürstlichem Auftrag das Papier für die Herstellung der 1607 bis 1609 in Helmstedt gedruckten Braunschweigischen Historischen Handlungen des Professors Henrich Meibom – ein Mammutwerk von ca. 6.000 Seiten und Lieblingsprojekt des Braunschweiger Herzogs Heinrich Julius.
Eine weitere Papiermühle war die Obermühle. Gleich unterhalb der Quelle gelegen hatte sie den Vorteil besonders reinen Quellwassers, auf das die Papiermacherei als „Fabrikationswasser“ besonders angewiesen war. 1743 wird sie beschrieben als
… eine neue, dem Lande sehr nützliche Fabrique, weil sie so schönes besonderes und großes Schreib- und Druckpapier zu machen weiß, welches sich im ganzen Lande nicht hat finden lassen.
Aufgrund ihrer qualitätvollen Büttenpapiere wurde sie im 19. Jahrhundert schlicht als „Holländische Papiermühle“ bezeichnet. Diese Bezeichnung ist als Auszeichnung anzusehen, denn die Holländer waren es, die international die Papierherstellung zur Perfektion gebracht hatten. Die Beurteilung der Mittleren Papiermühle fiel keineswegs schlechter aus.
Die Räbker Papiermühlen produzierten eine bessere Qualität bei günstigerem Preis als ein Großteil ihrer Konkurrenz. Aufgrund ihrer Leistungsfähigkeit bevorzugte die Braunschweigsche Landesregierung 1767 die Räbker Mittelmühle sogar gegenüber ihrer eigenen Herzoglichen Mühle in Oker am Harz, als es um Fragen der Produktverbesserung und Forschung „zur Hebung der Papierfabrikation im Lande“ ging. Dabei wurde in Räbke zur Verbesserung der Rohstoffsituation mit damals zukunftsweisenden Materialien, wie Holz, experimentiert als einer der frühesten Schritte hin zum Holzpapier. Einige der Wasserzeichen der damals produzierten Papiere trugen den Ortsnamen RAEPKE und machten den Mühlenort am Elm weit bekannt.